# 拓然巴
拓然巴（藏語：མཐོ་རབ་པ，威利转写：mtho rab pa），是2004年由藏传佛教界人士发起的面向藏传佛教各教派的藏传佛教高级学衔制度。

## 创设
“拓然巴”是藏语“拓仁木然降巴”（藏語：མཐོ་རིམ་རབ་འབྱམས་པ，威利转写：mtho rim rab 'byums pa）的简称。“拓仁木”（མཐོ་རིམ）意为“高级”，“然降巴”（རབ་འབྱམས་པ）意为“博学高明之士”，合意为“高级的博学高明之士”。
从2003年起，中国藏语系高级佛学院着手建立新的藏传佛教学衔制度。2004年8月20日，藏传佛教学衔工作指导委员会成立暨第一次会议在西藏自治区拉萨市举行，会议选举成立了主要由高僧、活佛共27人组成的藏传佛教学衔工作指导委员会，全国政协副主席帕巴拉·格列朗杰任名誉主任，中国藏语系高级佛学院院长嘉木样·洛桑久美·图丹却吉尼玛任主任，中国佛教协会西藏分会会长珠康·土登克珠等7位高僧、活佛任副主任。中国藏语系高级佛学院同时宣布成立藏传佛教高级学衔评审委员会，珠康·土登克珠任主任。这两个委员会的成立，标志着新的藏传佛教学衔制度建立。藏传佛教高级学衔评审委员会具体负责拓然巴学衔的评审工作。
2004年9月1日，中国藏语系高级佛学院首届拓然巴学衔班（高级学衔班）、学衔班开学典礼在北京西黄寺举行，标志着新的藏传佛教学衔制度正式实施，来自西藏自治区、青海省、四川省、甘肃省、云南省等藏传佛教地区的36位僧人（高级学衔班11人、学衔班25人）参加学习。其中，参加首届高级学衔班的11位僧人是：色拉寺的扎西坚赞、强巴林寺的旦增（嘉央平措）、哲蚌寺的洛桑当曲、扎什伦布寺的加巴·洛桑平措、各莫寺的洛让热不旦、格尔底寺的供曲银巴、甘孜寺的扎西多吉、塔尔寺的尖参宫保、文都大寺的阿旺乔知、拉卜楞寺的贡去科金巴、嘉样坚措。
新的藏传佛教学衔制度采用传统与现代相结合的教学模式，拓然巴学衔班学制一年，学衔班学制两年。主要课程有五部大论、时事、文化课等等。毕业时通过毕业考试后获得学衔。拓然巴学衔班的学僧通过毕业考试后，方能参加辩经考试、论文答辩。在辩经考试中，学僧在考评委员会进行辩经。在论文答辩中，借鉴高等院校毕业论文答辩形式，学僧自己从五部大论中任选题目撰写学衔论文，在学衔论文答辨委员会进行论文答辩。藏传佛教高级学衔评审委员会根据学僧的辩经考试和论文答辩成绩无记名投票，对考僧逐一进行表决，合格者方能获得拓然巴学衔。
2005年9月18日到25日，首届拓然巴考试在塔尔寺举行。由藏传佛教界11位高僧组成的考评委员会，采取藏传佛教传统的立宗答辩方式，对毕业考试合格的11位学员进行辨经考试；由藏传佛教界5位高僧组成的学衔论文答辨委员会，听取学员的论文答辨。参加评审及考评工作的藏传佛教各教派高僧共30人，参加出题辨经的高僧共40多人，出辨题165题，辨经共举办6天55场，论文答辩共举办1天11场，参加辨经的僧人300多人，观摩者数万人，北京市、西藏自治区、青海省、甘肃省、四川省、云南省、内蒙古自治区、山西省等省、自治区、直辖市均有藏传佛教僧人参加。考试结束后，藏传佛教拓然巴学衔评审委员会评审认为11位学员的辨经考试及论文答辩成绩合格，建议授予拓然巴学衔；中国藏语系高级佛学院院长办公会议同意向首届拓然巴学衔班11位学员授予拓然巴学衔，并由院长嘉木样·洛桑久美·图丹却吉尼玛签发学衔证书。2005年10月18日，藏传佛教首届拓然巴学衔授予仪式在西黄寺的中国藏语系高级佛学院举行。2005年10月19日，班禅额尔德尼·确吉杰布在雍和宫接受了首届拓然巴学衔获得者的朝拜。
自2004年起，中国藏语系高级佛学院每年举办拓然巴学衔班。考试合格者授予拓然巴学衔。

## 特点
拓然巴高级学衔的特点主要有：
1. 招生更有针对性：避免了寺院教育的随意性，主要招收西藏自治区及四省藏区爱国爱教，正信佛法，具备扎实的佛教知识，具有辩解、著书等能力的活佛、僧人。他们先接受寺院教育，后到中国藏语系高级佛学院深造。招生标准高。
2. 采用藏传佛教现代化教学：在继承传统的寺院教育基础上，采用现代化教学组织、方式、管理模式。教学方式以课堂授课与自学相结合，引导学员积极提问，组织学员集体讨论，课后写作业，并个别辅导，定期考试。佛学课程除了讲课以外，还举办灌顶、随许、传承等仪轨。教学方式摒弃了寺院教育模式，避免寺院教育中跟从老师学经的单一性。课程除了传统的宗教课程以外，还适量增设有社会科学、文化、计算机等课程。
3. 管理规范：采用现代化管理方式，将学衔授予与对学僧的考查、培养、使用相结合，与各寺院民管会及各级佛教协会的建设相结合。[1]